# Chile mirasol
El chile mirasol es una variedad mexicana de chile (Capsicum annuum). También se lo conoce como chile miracielo o parado, y todos estos nombres provienen de la posición vertical que adoptan los chiles, mirando hacia arriba, aun cuando están en la planta. Al madurar, pasan de un color verde claro a rojo brillante intenso.
En el centro de México, se usa este chile fresco para salsas, adobos, guisos... sin embargo es más conocida su versión seca, llamada chile guajillo. El 90% de su producción, sin embargo, se da más al norte, el Altiplano Norte (Zacatecas, Chihuahua y San Luis Potosí).
Los chiles mirasol poseen una pungencia que varía de los 2.500 a los 4.000 SHU, es decir, de poco picante a moderado.

## Lectura complementaria
- Serna Pérez, A.; Zegbe, J. A. (sept. 2012). «Rendimiento, calidad de fruto y eficiencia en el uso del agua del chile 'mirasol' bajo riego deficitario». Revista fitotecnia mexicana 35. Consultado el 12 de junio de 2020.
- Amador Ramírez, M. D.; Velásquez Valle, R.; Sánchez Toledano, B. I.; Acosta Díaz, E. (ago./sep. 2014). «Floración y fructificación de chile mirasol (Capsicum annuum L.) con labranza reducida, labranza convencional o incorporación de avena al suelo». Revista mexicana de ciencias agrícolas 5 (6). ISSN 2007-0934. Consultado el 12 de junio de 2020.
- «Tecnología de Producción para el Cultivo de Chile Mirasol en el Altiplano de San Luis Potosí». Campo Potosino: Tecnologia (INIFAP) (19). Archivado desde el original el 12 de junio de 2020. Consultado el 12 de junio de 2020.

- Datos: Q96242383